# Balta nigrolineata
Balta nigrolineata är en kackerlacksart som först beskrevs av Carl Stål 1877.  Balta nigrolineata ingår i släktet Balta och familjen småkackerlackor.
Artens utbredningsområde är Filippinerna. Inga underarter finns listade.